# Střítež nad Ludinou
Střítež nad Ludinou (deutsch Ohrnsdorf, früher auch Ohrensdorf) ist eine Gemeinde in Tschechien. Sie liegt sieben Kilometer nördlich von Hranice und gehört zum Okres Přerov.

## Geographie
Střítež erstreckt sich am südlichen Abfall der Oderberge entlang des Flüsschens Ludina bis zur Mährischen Pforte. Im Westen erhebt sich der Okrouhlík (502 m), östlich der Vrchy (465 m). Südlich von Olšovec führt die Trasse der Autobahn D 1 / E 462 von Lipník nad Bečvou durch die Mährische Pforte nach Bělotín vorbei, die im Jahre 2008 bis zur Mährischen Pforte für den Verkehr freigegeben wurde.
Nachbarorte sind Jindřichov im Norden, Veselí im Nordosten, Nejdek und Bělotín im Osten, Kunčice im Südosten, Hranice und Velká im Süden, Olšovec im Südwesten, Boňkov im Westen sowie Partutovice im Nordwesten.

## Geschichte
Archäologische Funde weisen auf eine ursprüngliche Besiedlung der Gegend seit dem Äneolithikum hin. Der Ort wurde im Zuge der Kolonisation der Gebiete nördlich und nordöstlich von Hranice im Auftrag Herzog Friedrichs von Olmütz durch die Benediktinerabtei Rajhrad in der zweiten Hälfte des 12. Jahrhunderts, vermutlich im Jahre 1169, angelegt. Später gehörte der Ort zu den Besitztümern des Klosters Hradisko. Keramikfunde auf dem Friedhof lassen sich auf die Zeit nach 1250 datieren.
Die erste urkundliche Erwähnung von Třítěž erfolgte 1412, als der örtliche Vogt als Bürge für den Vogt von Bělotín auftrat. Später wurde auch der deutsche Name Arnsdorf gebräuchlich. Nachdem Jan Ctibor Tovačovský von Cimburg 1427 die Herrschaft Hranice erobert hatte, fand die Lehre von Jan Hus auch auf den Dörfern Verbreitung. Später erhielt das Kloster den Besitz zurück.
Im böhmisch-ungarischen Krieg von 1468 bis 1471 zogen verschiedene Truppen plündernd durch die Mährische Pforte. Dabei fiel das Dorf teilweise wüst. Durch die Lasten des Krieges war das Kloster, das König Georg von Podiebrad unterstützt hatte, in finanzielle Not geraten und musste die Herrschaft Hranice verpfänden. 1499 kaufte sie Wilhelm II. von Pernstein. Das südlich gelegene Dorf Šovejda erlosch zwischen 1499 und 1516. Auf seinen Fluren entstand Olšovec. 1547 veräußerte Johann von Pernstein die Herrschaft Weißkirchen an Wenzel von Haugwitz auf Biskupitz. Dieser überließ den Besitz 1553 dem Jan Kropáč von Nevědomí. Während seiner Herrschaft ließen sich die Mährischen Brüder im Ort nieder. Jan Kropáčs Tochter und Erbin Anna heiratete nach dem Tode ihres Gatten Jan von Kunovice Johann den Jüngeren von Zerotein. Ihm folgte Dietrich von Kunowitz, der die Herrschaft im Jahre 1600 im Zuge eines Tausches an Zdeněk von Pottenstein und Žampach übergab. Zwischen 1610 und 1612 war Karl Berger von Berg der Besitzer. Ihm folgte Václav Mol von Modřelice. Dessen Güter wurden nach der Schlacht am Weißen Berg 1621 konfisziert und im darauf folgenden Jahre an Kardinal Franz Xaver von Dietrichstein verkauft. Er führte mit harter Hand die Gegenreformation durch. 1627 wurde Střítež zusammen mit Jindřichov (dt. Heinrichswald), Olšovec (dt. Olspitz), Partutovice (dt. Bartelsdorf) und Nejdek (dt. Neudek) nach Bělotín (dt. Bölten) eingepfarrt, wo für diese überwiegend tschechisch besiedelten Orte separate Matriken angelegt wurden. Spätestens ab 1755 beinhaltete die Pfarre Ohrnsdorf auch die Ortschaften Pohl und Lutschitz und führte für alle Dörfer der Pfarre eine zentrale Matrik. Das Geschlecht Dietrichstein blieb bis ins 19. Jahrhundert Besitzer der Güter. Im Jahre 1781 wurde ein Drittel des Dorfes durch ein Hochwasser der Ludina überflutet. 1772 entstand das Pfarrhaus und 1822 wurde die Kirche geweiht.
Nach der Aufhebung der Patrimonialherrschaften wurde Střítež nad Ludinou 1850 zur selbstständigen Gemeinde in der Bezirkshauptmannschaft Mährisch Weißkirchen. Im Jahre 1866 starben 33 Einwohner an einer Choleraepidemie. 1870 begann eine Auswanderungswelle nach Texas.
Zwischen 1924 und 1930 wurden im Ort zwei Steinbrüche betrieben. 1931 wurden Teile des Großgrundbesitzes der Gräfin Althann parzelliert.
Nach dem Münchner Abkommen wurde Střítež / Ohrnsdorf am 1. Oktober 1938 zusammen mit den ebenfalls mehrheitlich von Tschechen bewohnten Dörfern Partutovice / Bartelsdorf, Jindřichov / Heinrichswald, Luboměř / Laudmer, Spálov / Sponau und Heltínov / Scherzdorf dem Deutschen Reich zugeschlagen. Nach Verhandlungen wurde Partutovice, wie auch Jindřichov und Střítež nad Ludinou am 21. November 1938 an die Tschechoslowakei zurückgegeben und der Landkreis Mährisch Weißkirchen aufgelöst. Nach dem Zweiten Weltkrieg wurde der Gemeindename zur Unterscheidung von gleichnamigen Orten um den Zusatz Nad Ludinou erweitert. Im Zuge der Gebietsreform von 1960 und der Auflösung des Okres Hranice wurde Střítež nad Ludinou zum 1. Januar 1961 dem Okres Přerov zugeordnet. Seit 1994 führt die Gemeinde ein Wappen und seit 1995 auch ein Banner.

## Gemeindegliederung
Für die Gemeinde Střítež nad Ludinou sind keine Ortsteile ausgewiesen. Zu Střítež gehört die Ortslage Podevsí.

## Sehenswürdigkeiten
- Kirche St. Matthäus, erbaut 1822 im Empirestil
- Pfarrhaus, errichtet 1772 im Empirestil
- Římský most, über die alte Steinbrücke über die Ludina führte bis 1847 der Odersteig, eine alte Handelsverbindung in Bodenstädter Ländchen
- vier Kapellen auf dem Dorfplatz, errichtet in den vier Himmelsrichtungen
- Kapelle Maria Hilf, errichtet 1816
- Kapelle der Hl. Barbara, aus dem Jahre 1887
- Statuen des Hl. Johannes von Nepomuk von 1773 und der Jungfrau Maria von 1874, vor der Kirche
- Humplíkův mlýn, die Wassermühle ist seit 1569 nachweisbar
- Pečivův mlýn, Wassermühle, errichtet um 1830

## Persönlichkeiten
- Karel Jakeš (1953–2002), Alpinist, Mitglied der Nationalmannschaft der ČSSR, verunglückt bei einem Lawinenabgang in der Hohen Tatra